# Emil Paul Tscherrig
Emil Paul Tscherrig, född 3 februari 1947 i Unterems, Schweiz, är en romersk-katolsk kardinal och titulärärkebiskop. Han var från den 26 januari 2008 till februari 2012 nuntie (påvligt sändebud) för Sverige, Danmark, Finland, Island och Norge. Sedan 2017 är Tscherrig nuntie för Italien och San Marino.
Tscherrig efterträdde Giovanni Tonucci som nuntie och efterträddes av Henryk Józef Nowacki.
Tscherrig föddes och växte upp i en liten by i de schweiziska alperna. Fadern var fabriksarbetare och bonde. Hans sju syskon hade alla gift sig och fått barn, men Emil Tscherrig valde istället prästämbetet. Han inledde sina studier på universitetet i Freiburg, fortsatte vid jesuiternas universitet i Rom, Gregoriana och senare diplomatiska akademinen. Den diplomatiska banan inleddes som nuntiatursekreterare i Uganda, Sydkorea och Bangladesh. 1985–1996 var han förlagd till Rom där han arbetade med påven Johannes Paulus II:s apostoliska besök, bland annat besöket i Sverige 1989. Senare har Tscherrig varit nuntie i Burundi, Karibien samt Korea och Mongoliet. Från 2008 till 2912 var han nuntie för de nordiska länderna o från 2012 till 2017 nuntie för Argentina. 
Ärkebiskop Tscherrig har kritiserats (av katoliker inom extremhöger) på grund av sina liberala åsikter och biskopsutnämningar bland annat i samband med utnämningen av Pater Teemu Sippo SCJ till katolsk biskop i Finland.
Påve Franciskus meddelade den 9 juli 2023 att han den 30 september samma år kommer att upphöja Tscherrig till kardinal.